# Февдисты
Февди́сты (фр. les feudistes) — в старой Франции (то есть до революции 1789 г.): знатоки феодального права, заключавшегося в сборниках «кутюм» (традиционных законов), редакция которых относится ко второй половине XV и первой половине XVI веков.
Февдисты изучали феодальное право с практическими, большей частью, целями, комментируя его, согласуя с королевскими ордонансами и с «естественным правом» и облегчая тем самым пользование «кутюмами».
Некоторые из февдистов заслужили славу реформаторов; другие, наоборот, обнаруживали сильнейший консерватизм. Особенно в XVIII веке февдисты отличались резким консерватизмом, хотя среди них были и люди, подчинившиеся общему духу философии XVIII века.

## Выдающиеся февдисты
Одним из родоначальников февдистов был Бомануар, составивший во второй половине XIII века сочинение о бовезских кутюмах.
В XIV веке Jean d’Ableiges предпринял составление большого сборника обычного права Франции; в том же столетии жил фр. Jean Boutillier, автор «Somme rurale».
Представителями антифеодального и феодального направлений в XVI веке были, главным образом, Шарль Дюмулен («Livre des fiefs», 1539) и д’Аржантре. В том же столетии выступили в качестве систематизаторов кутюмного права Гюи Кокиль («Institution au droit français») и Антуан Луазель («Institutes couttimières»).
В XVIII веке феодальным правом занимался и знаменитый Потье, а Франсуа Буржон требовал уже унификации французского права («Droit commun de la France et de la coutume de Paris, réduite en principes», 1747).
Остальные значительные февдисты XVIII в.:
- Boucher Argis («Code rural», 1774),
- Bourdot de Richebourg («Nouveau Coutumier général», 1724),
- Boutaric («Traité d. droits seigneuriaux», 1758),
- Hervé («Théorie des matières féodales et censuelles», 1785—87),
- Prudhomme («Traité des droits appartenons aux seigneurs», 1781),
- Renauldon («Dictionnaire des fiefs et des droits seigneuriaux», 1765) и «Traité hist. et prat. des droits seigneuriaux», 1765).